# Jozo Matovac
Jozo Matovac (* 22. Mai 1970) ist ein ehemaliger schwedischer Fußballnationalspieler.

## Werdegang
Matovac begann seine Karriere bei Gunnilse IS. 1991 wechselte er zum Zweitligisten BK Häcken, mit dem er 1992 in der Kvalsvenskan Vierter wurde und damit in die Allsvenskan aufstieg. In der Spielzeit 1993 belegte er mit der Mannschaft den sechsten Tabellenplatz, das beste Ergebnis der Vereinsgeschichte. In der folgenden Spielzeit wurde die Mannschaft nur Tabellenletzter und Matovac wechselte er zum Erstligaaufsteiger Örgryte IS. Nachdem hauptsächlich Plätze im Mittelfeld belegt wurden und die Mannschaft 1998 sich erst in den Relegationsspielen gegen Umeå FC den Klassenerhalt erspielen konnte, wechselte Matovac erneut den Verein.
Matovac verließ Schweden und unterschrieb beim dänischen Erstligisten Aalborg BK. Gleich auf Anhieb konnte er zwei Titel gewinnen: die dänische Meisterschaft und den Supercup des Landes. 2000 kehrte er jedoch wieder zurück in sein Heimatland zu Helsingborgs IF. Da der Klub im Vorjahr Landesmeister geworden war, lief er in der Champions League auf. Nach der Spielzeit 2002 beendete er seine aktive Laufbahn.
Matovac debütierte am 9. Februar 1997 in der schwedischen Nationalmannschaft. Beim 2:0-Erfolg über die rumänische Auswahl im Rahmen des King’s Cup erzielte er mit dem Treffer zum Endstand auch sein einziges Länderspieltor. Bis 1998 kam er auf vier Länderspiele und wartete bis 2001, ehe er sich zurück in die Nationalmannschaft spielte. Er kam dann noch fünfmal in der Landesauswahl zum Einsatz.